# Goniodoris felis
Goniodoris felis Baba, 1949 è un mollusco nudibranchio della famiglia Goniodorididae.

## Distribuzione e habitat
Rinvenuta principalmente nel sud-est asiatico, al largo della coste della Corea del Sud, di Hong Kong, delle Filippine e del Giappone.